# Tombeau

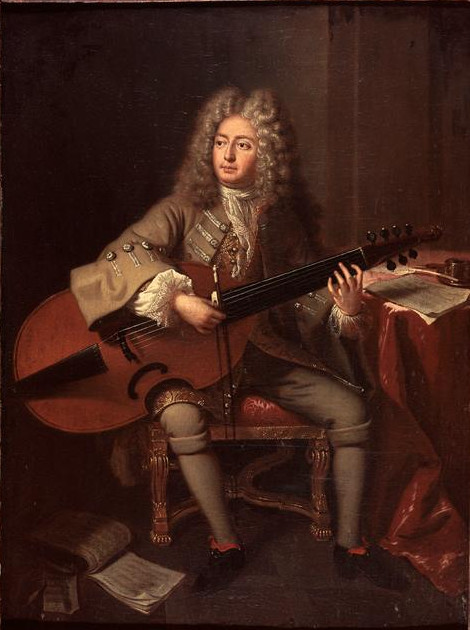
Retrato de compositor

Una tombeau (pronunciada [tombó], del francés ‘tumba’) es un género musical utilizado especialmente durante el barroco. Solía componerse en homenaje a un gran personaje o en honor de un amigo o ser querido, tanto en vida ―al contrario de lo que pudiera parecer, dado el nombre (tumba)― como después de muerto.
Se trata generalmente de una pieza solemne, de ritmo lento y carácter meditativo, a veces no desprovista de audacias armónicas o rítmicas.
En el siglo XX ha sido empleada, por ejemplo, por Maurice Ravel (1875-1937), en su Le Tombeau de Couperin (1917).
- Datos: Q15991004